# Josip Barišić
Josip Barišić (sinh ngày 7 tháng 3 năm 1981) là một cầu thủ bóng đá người Croatia.

## Sự nghiệp câu lạc bộ
Josip Barišić đã từng chơi cho Shonan Bellmare.

## Thống kê câu lạc bộ

### J.League
| Đội             | Năm       | J.League | J.League | J.League Cup | J.League Cup | Tổng cộng | Tổng cộng |
| Đội             | Năm       | Trận     | Bàn      | Trận         | Bàn          | Trận      | Bàn       |
| --------------- | --------- | -------- | -------- | ------------ | ------------ | --------- | --------- |
| Shonan Bellmare | 2005      | 35       | 2        | -            | -            | 35        | 2         |
| Tổng cộng       | Tổng cộng | 35       | 2        | 0            | 0            | 35        | 2         |